# Rail Route
Rail Route ist ein Eisenbahn- und Fahrdienstleiter-Simulationsspiel, bei dem die Spieler auf einer einfach gestalteten Benutzeroberfläche komplexe Bahnsysteme planen, aufbauen und organisieren. Das Spiel erschien im Februar 2024 und wird über die Spieleplattform Steam vertrieben.

## Thema und Veröffentlichung
Bei dem Spiel Rail Route übernimmt der Spieler die Rolle eines Fahrdienstleiters und Disponenten, der dafür verantwortlich ist, dass alle Züge ihre zugewiesenen Strecken befahren und dabei pünktlich und sicher an ihren Zielen ankommen. Es ist entsprechend als Zug-Management-Spiel konzipiert. Die Spieloberfläche ist in mehreren Sprachen vorhanden, die Tonausgabe und Untertitel nur auf Englisch.
Das Spiel wurde am 22. Februar 2024 nach einem Early Access seit Juni 2021 für den PC in einer vorläufigen Vollversion auf der Plattform Steam veröffentlicht.

## Spielweise
Rail Route wird als Simulations- und Planungsspiel gespielt, indem der Spieler Eisenbahnsysteme verschiedener Städte durch Symbole und Linien am Computer plant. Anders als in anderen Bahnsimulationen werden die Bahnlinien dabei nicht in 3D in einer Spielwelt aufgebaut, sondern als Liniensysteme auf schwarzem Hintergrund umgesetzt. Die Menüs und Karten sind dabei optisch einfach aufgebaut. Im Standardumfang enthält das Spiel bereits zahlreiche vorgefertigten Kampagnen wie Szenarien zur Stoßzeitensimulation mit erhöhtem Fahrgast-Aufkommen oder einen Sandbox-Modus, der ein freies Spiel erlaubt. Zudem gibt es zahlreiche weitere, die von der Community über eine Editor- und Mod-Unterstützung verfügbar sind.
In allen Modi ist das Ziel, ein wachsendes und funktionierendes Schienensystem aufzubauen. Der Spieler kontrolliert auf einer der interaktiven Karte verschiedene Eisenbahn-Stellwerke und muss dafür sorgen, dass das gesamte Streckennetz funktioniert. Als limitierende und spielbeeinflussende Faktoren stehen dem Spieler dabei ein unterschiedlich hohes Geldvermögen sowie Upgrades zur Verfügung, die die Schwierigkeit des Spiels bestimmen. Die Auswahl der Streckenelemente und Funktionen erfolgen mit der Maustaste, das Mausrad dient zum Einzoomen. Über eingeblendete Fenster wird dem Spieler gezeigt, welche Züge auf den verschiedenen Linien fahren, wie die Zugintervalle aussehen und wie pünktlich die Züge sind. Über verschiedene Ziele kann der Spieler weitere Optionen und Technologien freischalten und das Spiel damit weiter ausbauen. Auch das Aushandeln von Verträgen, um neue Züge auf die Strecke zu schicken, gehört zum Spiel.

## Rezeption

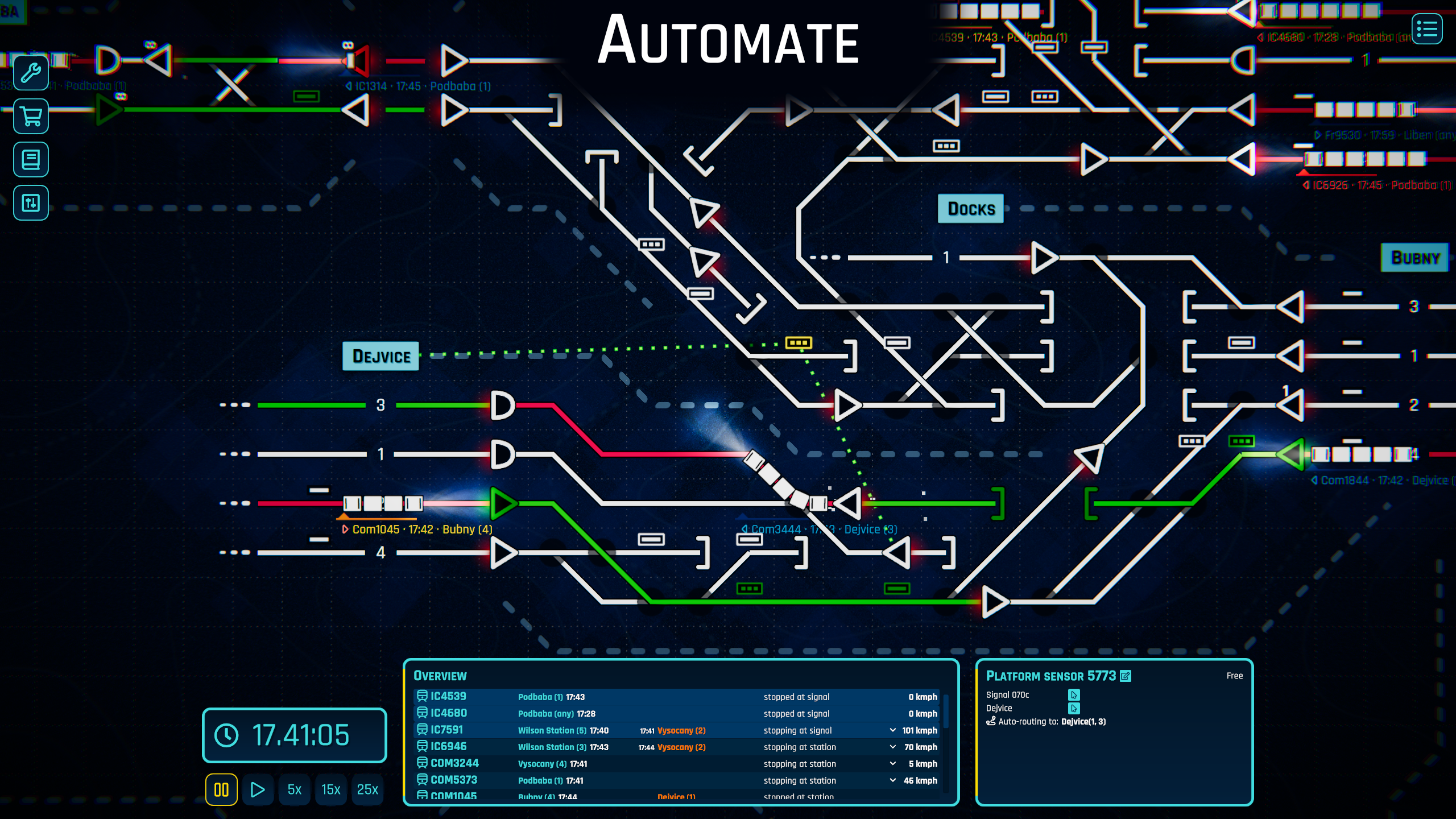
Screenshot aus dem Spiel Rail Route

Nach einer Besprechung auf heute.at spricht das Spiel „eine kleine, aber umso motiviertere Community an“; demnach wird, „wer mit Simulationen und besonders mit Bauplänen nichts anfangen kann, […] auch ‚Rail Route‘ nach wenigen Minuten zur Seite legen und nie wieder anfassen.“ Der Rezensent kritisiert, dass „vor allem die technische Seite […] wenig zu bieten [habe]. Die Steuerung ist zwar simpel und das Spiel läuft flüssig, wir hätten und anstatt ein paar blinkende und herumschwebende Symbole aber mehr Animationen gewünscht.“ Für ihn „beeindruckend ist, wie komplexe Mechaniken und Strecken aus der realen Welt auf ein minimalistisches und simples Design treffen – und das dennoch einen riesigen Reiz ausübt.“ Das Spiel sei „der Bahnplan-Traum von Sim-Nerds, das zeigen auch weit über 1.000 extrem positive Bewertungen auf der Spiele-Plattform Steam.“
ifun.de vergleicht das Spiel mit Mini Metro, an das es „auf den ersten Blick entfernt“ erinnere und „bei dem die Spieler ebenfalls optimale Routen planen [müssen] um möglichst hohe Punktzahlen zu erreichen.“ Nach ihrer Meinung gestalte sich Rail Route allerdings „unweigerlich anspruchsvoller, da [die Spieler] nicht nur Zeitpläne einhalten müsst, sondern auch mit der Koordination von Signalen und Weichen, sowie der Konfiguration von Automatisierungen beschäftigt [sind]. Insgesamt [rücke] das Strategiespiel deutlich näher an die Simulation eines echten Schienennetzes heran.“ Mit dieser Komplexität sei „der Titel jedoch weniger auf Gelegenheitsspieler ausgerichtet […], sondern [möchte] Enthusiasten und Tüfter herausfordern […], die Spaß am Lösen komplexer Aufgaben haben.“

## Belege
1. 1 2  Die besten Zugsimulationen 2025 » das 1×1 der Bahnsimulationen! auf heftfilme.com; abgerufen am 15. Februar 2025.
2. ↑  Rail Route für PC auf metacritic.com; abgerufen am 15. Februar 2025.
3. ↑  Rail Route: Schaltet & waltet über den Zugverkehr!, auf gamers.de, 25. Februar 2022; abgerufen am 15. Februar 2025.
4. 1 2 3 4  Rene Findenig: ‚Rail Route‘ ist der Bahnplan-Traum von Sim-Nerds auf heute.at, 24. Februar 2024; abgerufen am 15. Februar 2025.
5. ↑  The Story of Jozic: Rail Route erhält kostenlos spielbare Demo, auf fun.de, 24. Juni 2022; abgerufen am 15. Februar 2025.